# Правителство на Република Македония (8)
Осмото правителство на Република Македония е избрано на парламентарните избори, проведени на 5 юни 2011 година. Най-много гласове печели коалицията, водена от ВМРО-ДПМНЕ. Лидерът на партията Никола Груевски съставя коалиционно правителство, в което влиза също Демократичният съюз за интеграция. Мандатът на правителството започва на 28 юли 2011 година и продължава до 19 юни 2014 г.
Форматът и съставът на кабинета са продължение на предишното седмо правителство на Република Македония.

## Състав
Съставът на кабинета включва:
| министерство                                                                           | име | име                         | партия     |
| -------------------------------------------------------------------------------------- | --- | --------------------------- | ---------- |
| министър-председател                                                                   |     | Никола Груевски             | ВМРО-ДПМНЕ |
| заместник министър-председател, финанси                                                |     | Зоран Ставрески             | ВМРО-ДПМНЕ |
| заместник министър-председател, отговарящ за изпълнението на Рамковия договор от Охрид |     | Муса Джафери                | ДСИ        |
| заместник министър-председател, отговарящ за икономически въпроси                      |     | Владимир Пешевски           | безпартиен |
| заместник министър-председател, отговарящ за европейските въпроси                      |     | Теута Арифи                 | ДСИ        |
| вътрешни работи                                                                        |     | Гордана Янкулоска           | ВМРО-ДПМНЕ |
| външни работи                                                                          |     | Никола Попоски              | ВМРО-ДПМНЕ |
| образование и наука                                                                    |     | Панче Кралев                | ВМРО-ДПМНЕ |
| правосъдие                                                                             |     | Блерим Беджети              | ДСИ        |
| отбрана                                                                                |     | Фатмир Бесими               | ДСИ        |
| икономика                                                                              |     | Вальон Сарачини             | ДСИ        |
| труд и социална политика                                                               |     | Спиро Ристовски             | ВМРО-ДПМНЕ |
| земеделие, гори и водно стопанство                                                     |     | Люпчо Димовски              | СПМ        |
| околна среда и пространствено планиране                                                |     | Абдилаким Адеми             | ДСИ        |
| транспорт и връзки                                                                     |     | Миле Янакиевски             | ВМРО-ДПМНЕ |
| здравеопазване                                                                         |     | Никола Тодоров              | ВМРО-ДПМНЕ |
| култура                                                                                |     | Елизабета Канческа-Милевска | ВМРО-ДПМНЕ |
| местно самоуправление                                                                  |     | Невзат Бейта                | ДСИ        |
| информационно общество и администрация                                                 |     | Иво Ивановски               | ВМРО-ДПМНЕ |
| без ресор                                                                              |     | Хади Незир                  | ДПТ        |
| без ресор                                                                              |     | Неждет Мустафа              | ОПЕ        |
| без ресор                                                                              |     | Веле Самак                  | безпартиен |
| без ресор                                                                              |     | Бил Павлески                | безпартиен |

## Промени от 18 февруари 2013
- Министърът на отбраната Фатмир Бесими е освободен, а на негово място е назначен Талат Джафери.
- Фатмир Бесими става министър без портфейл, отговарящ за евроинтеграцията на мястото на Теута Арифи, която ще участва в местни избори.
- Министърът на местното самоуправление Невзат Бейта е освободен поради участие в местни избори, а на негово място е назначен Тахир Хани[2].

## Промени от 29 май 2013
- Министърът на труда и социалната политика Спиро Ристовски е назначен за министър на образованието и науката на мястото на дотогавашния министър Панче Кралев. На мястото на Ристовски е избран Диме Спасов.
- За нов министър без портфейл, отговорен за привличането на чуждестранни инвестиции е избран Джери Наумоф[3].